# Lovčičky
Lovčičky (deutsch Klein Loftschitz, früher Klein Lowtschitz) ist eine Gemeinde in Tschechien. Sie liegt zehn Kilometer südlich von Slavkov u Brna und gehört zum Okres Vyškov.

## Geographie

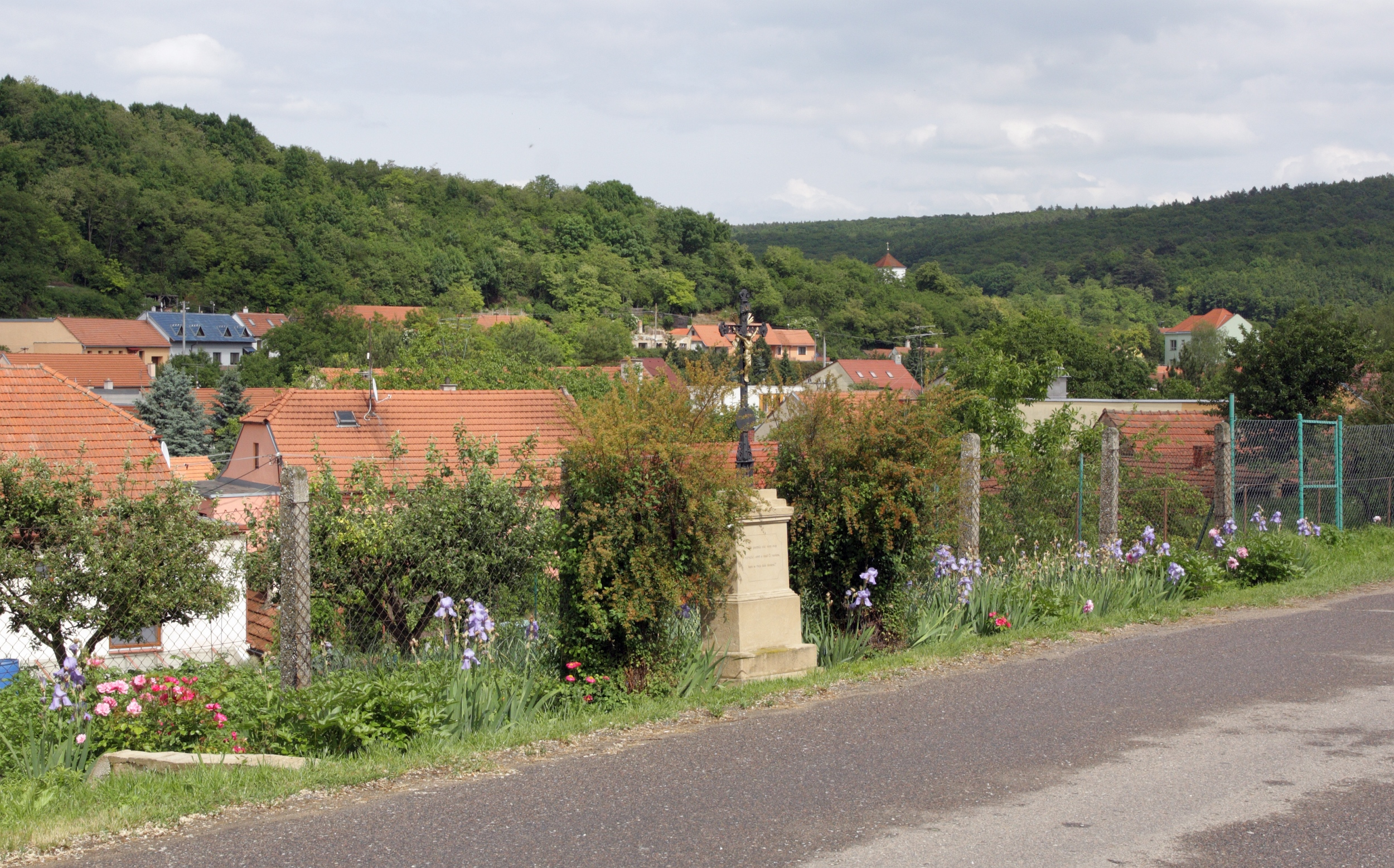
Lovčičky – 2014

Lovčičky befindet sich in den nordwestlichen Ausläufern des Ždánický les am Rande des gleichnamigen Naturparks. Das Dorf erstreckt sich am südlichen Fuße des Hügels Na Skalách (332 m) in der Quellmulde des Baches Lovčičký potok bzw. Otnický potok. Östlich erhebt sich die Písečná (374 m), im Südosten der Prostřední vrch (Mitterberg, 315 m), südlich die Novosady (350 m) und im Südwesten die Ridiny (327 m). Gegen Osten befindet sich die mittelalterliche Wüstung Mezilesice und nordöstlich im Tal des Baches Milešovický potok eine Kaskade von fünf Stauweihern; an den beiden unteren und zugleich größten, dem Horáček und Nový rybník wurde eine Ferienhüttensiedlung angelegt.
Nachbarorte sind Milešovice im Norden, Kobeřice u Brna im Nordosten, Zdravá Voda im Osten, Uhřice, Dambořice und Svatá im Südosten, Velké Hostěrádky im Süden, Bošovice im Südwesten, Šinkovický Dvůr, Nesvačilka und Šaratský Dvůr im Westen sowie Otnice im Nordwesten.

## Geschichte
Die erste schriftliche Erwähnung zweier der Brünner Peterskirche gehöriger Vorwerkshöfe erfolgte im Jahre 1141. Das ursprüngliche Dorf befand sich einen knappen Kilometer nordwestlich des heutigen am Lovčičký potok. 1371 wurde erstmals eine Pfarre in Malé Lovčice genannt. Die Besitzer des beiden Vorwerke wechselten häufig. Adamek von Lovčičky verkaufte 1376 eines der Vorwerke mit den dazugehörigen viereinhalb Huben, acht Podsedeken und dem halben Kirchpatronat an Schweidiger Haugwitz (Švajdiger Haugvic). Im Laufe des 16. Jahrhunderts hatte Malé Lovčice evangelische Pfarrer. Zwischen 1531 und 1568 stritt sich der Grundherr Jiří Bošovský von Polanka mit den Besitzern des eingepfarrten Dorfes Milešovice wegen deren Beteiligung an der Instandsetzung der Kirche und des Pfarrhauses. Zu Beginn des 17. Jahrhunderts bestand das Dorf aus 37 Anwesen. Nach der Schlacht am Weißen Berg erwarb Maximilian I. von Liechtenstein Malé Lovčice und schlug das Dorf seiner Herrschaft Ždánice zu. Nach 1633 erlosch die Pfarre und Malé Lovčice wurde zusammen mit Milešovice nach Otnice gepfarrt. Infolge des Dreißigjährigen Krieges verödete das Dorf und bestand nach dem Ende des Krieges nur noch aus zehn Häusern. 1784 wurde in Malé Lovčice eine Lokalie eingerichtet. Sie wurde vom Kaplan Sigard Beran, einem ehemaligen Prämonstratenser der aufgehobenen Abtei Obrowitz betreut. Im Jahre 1790 hatte Malé Lovčice 366 Einwohner. Nachdem Kaplan Beran 1796 die Pfarrstelle in Skřípov übernommen hatte, erlosch die Lokalie wieder. Malé Lovčice und Milešovice wurden wieder der Pfarre Otnice zugewiesen. 1798 entstand in Bošovice eine neue Lokalie, der auch Malé Lovčice zugeordnet wurde. Seit 1840 ist Malé Lovčice nach Otnice gepfarrt. Im Jahre 1834 lebten in den 87 Häusern des Dorfes 534 Personen.
Nach der Aufhebung der Patrimonialherrschaften bildete Malé Lovčice / Klein Lowtschitz ab 1850 eine Gemeinde in der Bezirkshauptmannschaft Wischau. Seit dem Ende des 19. Jahrhunderts wurde die Gemeinde auch als Lovčičky bezeichnet; dieser Name löste 1924 Malé Lovčice als amtliche Ortsbezeichnung ab. Im Jahre 1900 hatte das Dorf 759 Einwohner, zehn Jahre später waren es 961. Zwischen 1949 und 1960 gehörte die Gemeinde zum Okres Slavkov und kam nach dessen Aufhebung zum Okres Vyškov zurück.

## Gemeindegliederung
Für die Gemeinde Lovčičky sind keine Ortsteile ausgewiesen.

## Sehenswürdigkeiten
- Filialkirche des hl. Wenzel, der ursprünglich gotische Bau entstand im 15. Jahrhundert. Der Turmanbau erfolgte nach dem Brand von 1690. 1849 wurden die 63 zur Kirche hinaufführenden Steinstufen angelegt. 1895 erfolgte eine Erneuerung des Steinfußbodens, dabei wurde unter dem Hauptaltar eine Gruft mit drei steinernen Grabtafeln vom Anfang des 17. Jahrhunderts aufgefunden.
- Nischenkapelle der hl. Anna, erbaut 1817
- Nischenkapelle des hl. Florian aus dem Jahre 1873
- Kreuz mit der neuzeitlichen Inschrift Obec Malo-lovecká, L.P. 1361 auf dem Friedhof
- Denkmal für die Opfer beider Weltkriege
- Naturpark Ždánický les